# KNVB Beker 2001/02
De KNVB Beker seizoen 2001/02 (formeel Amstel Cup 2001/02 genoemd) was de 84ste editie van de Nederlandse voetbalcompetitie met als inzet de KNVB Beker. Het toernooi bestond uit een groepsfase en zes knock-outronden. Het toernooi werd voor de vijftiende keer gewonnen door Ajax.
Met ingang van dit seizoen maakte de KNVB een einde aan de traditie om de bekerfinale op Hemelvaartsdag te houden. De wedstrijd werd nu gespeeld op de eerste zondag na afloop van de Eredivisie.

## Verloop
De eerste wedstrijd was Sparta tegen FC Kranenburg op 4 augustus 2001. De groepswedstrijden vonden allen plaats in augustus. Op 18 september begon met de eerste ronde de knock-outfase.
Voor een opmerkelijke prestatie zorgde het reserve-elftal van Ajax, dat pas in de halve finale tegen FC Utrecht werd verslagen en in de achtste finales regerend bekerwinnaar FC Twente uitschakelde. Stormvogels Telstar haalde als enige club uit de Eerste divisie de kwartfinale, waarin het werd uitgeschakeld door Jong Ajax.
In de finale won Ajax, na verlenging, met 3-2 van FC Utrecht. De 2-1 uit een penalty die werd gegeven na een schwalbe van Stefaan Tanghe en de gelijkmaker van Ajax, een intikker van Wamberto de Jesus Sousa Campos vlak voor het verstrijken van de reguliere speeltijd, zou na afloop veel besproken worden. De speler bleek bij bestudering van tv-beelden in buitenspelpositie te staan. In de verlenging gold het sudden death-systeem. Dit betekende dat de wedstrijd na de golden goal van Zlatan Ibrahimović in de 93e minuut direct afgelopen was.

## Groepsfase
De groepsfase vond plaats tussen 4 en 22 augustus 2001. Er werd gespeeld in een halve competitie. In 20 groepen kwam 78 teams uit die in totaal 114 wedstrijden speelden. 38 teams bekerden door.
sc Heerenveen en RKC Waalwijk stroomden in de eerste ronde in. Ajax, Feyenoord, PSV, Roda JC, FC Twente en FC Utrecht waren vrijgesteld tot de achtste finales (derde ronde).

### Groep 1
| Datum            | Wedstrijd           | Uitslag       | Scoreverloop |
| ---------------- | ------------------- | ------------- | --- |
| 7 augustus 2001  | Haarlem – AFC '34   | 2 – 2 (1 – 2) | 6' Alpha Turay 1-0, 23' Rik Beekman 1-1 44' Jurriaan Roedema 1-2, 75' Ronald Molenaar 2-2                                                                    |
| 7 augustus 2001  | Noordwijk – AZ      | 1 – 3 (0 – 2) | 18' Barry Opdam 0-1, 19' Ali El Khattabi 0-2, 79' Jelle Korbee 1-2, 89' Jamal Dibi 1-3                                                                       |
| 11 augustus 2001 | AFC '34 – Noordwijk | 2 – 1 (0 – 0) | 59' Jimi Kooge 1-0, 67' Jurriaan Roedema 2-0, 74' Michael van der Laan 2-1                                                                                   |
| 11 augustus 2001 | AZ – Haarlem        | 2 – 0 (0 – 0) | 74' Michael Buskermolen 1-0, 90' Ali El Khattabi 2-0 |
| 14 augustus 2001 | AFC '34 – AZ        | 1 – 4 (0 – 3) | 5' Michael Buskermolen 0-1, 23' Robin Nelisse 0-2, 36' Robin Nelisse 0-3, 68' Kenneth Pérez 0-4, 70' Jurriaan Roedema 1-4                                    |
| 21 augustus 2001 | Noordwijk – Haarlem | 1 – 6 (0 – 5) | 1' Darl Douglas 0-1, 9' Darl Douglas 0-2, 15' Darl Douglas 0-3, 23' Gertjan Tamerus 0-4, 34' Gertjan Tamerus 0-5, 60' Darl Douglas 0-6, 84' Lars de Kort 1-6 |

### Groep 2
| Datum            | Wedstrijd               | Uitslag       | Scoreverloop |
| ---------------- | ----------------------- | ------------- | --- |
| 7 augustus 2001  | ADO '20 – FC Volendam   | 2 – 7 (1 – 1) | 17' Nicky Eelhart 1-0, 45' Maurice Buys 1-1, 59' Eddy Putter 1-2, 61' Houssain Ouhsaine Ouichou 1-3, 64' Maurice Buys 1-4, 72' Wilco van Dams 2-4, 77' Eddy Putter 2-5, 85' Arturo ten Heuvel 2-6, 89' Patrick Leeflang 2-7 |
| 9 augustus 2001  | Jong Ajax – Huizen      | 5 – 1 (2 – 1) | 20' Richard Knopper 1-0, 21' Raymond Bronkhorst 1-1, 42' Richard Knopper 2-1, 83' Brutil Hosé 3-1, 86' Cedric van der Gun 4-1, 90' Brutil Hosé 5-1                                                                          |
| 13 augustus 2001 | Huizen – FC Volendam    | 2 – 1 (1 – 1) | 36' Maurice Buys 0-1, 38' Martijn Gootjes 1-1, 49' Martijn Gootjes 2-1 |
| 14 augustus 2001 | ADO '20 – Jong Ajax     | 1 – 3 (0 – 2) | 26' Steven Pienaar 0-1, 32' Richard Knopper 0-2, 68' Stefano Seedorf 0-3, 78' Lenny Macnack (e.d) 1-3 |
| 16 augustus 2001 | FC Volendam – Jong Ajax | 2 – 3 (0 – 2) | 5' Brutil Hosé 0-1, 28' Pius Ikedia 0-2, 48' Patrick Leeflang 1-2, 64' John Heitinga (pen) 1-3, 75' Yuri Rose 2-3 |
| 22 augustus 2001 | Huizen – ADO '20        | 2 – 0 (1 – 0) | 22' Raymond Bronkhorst 1-0, 54' Martijn Gootjes 2-0 |

### Groep 3
| Datum            | Wedstrijd                          | Uitslag       | Scoreverloop |
| ---------------- | ---------------------------------- | ------------- | --- |
| 7 augustus 2001  | Stormvogels Telstar – KBV          | 6 – 2 (3 – 2) | 3' Germaine Levant 1-0, 14' Sander Oostrom 2-0, 18' Laurens ten Heuvel 3-0, 26' Jean-Pascal Biezen (e.d.) 3-1, 45' Marco Dettmer 3-2, 61' Laurens ten Heuvel 4-2, 67' Laurens ten Heuvel 5-2, 71' Melvin Holwijn 6-2 |
| 11 augustus 2001 | FC Omniworld – FC Lisse            | 1 – 1 (1 – 0) | 35' Robin Kant 1-0, 80' Berry Janssen (pen) 1-1 |
| 14 augustus 2001 | KBV – FC Omniworld                 | 1 – 1 (0 – 0) | 55' Robin Fokke 1-0, 70' Robin Kant 1-1 |
| 14 augustus 2001 | FC Lisse – Stormvogels Telstar     | 0 – 9 (0 – 3) | 12' Germaine Levant 0-1, 16' Sander Oostrom 0-2, 38' Sander Oostrom 0-3, 49' Sander Oostrom 0-4, 59' Germaine Levant 0-5, 74' Danny Schenkel 0-6, 76' Orlando Smeekes 0-7, 84' Nico Scheffer 0-8, 86' Arvid Smit 0-9 |
| 21 augustus 2001 | FC Lisse – KBV                     | 1 – 1 (1 – 0) | 17' Joost Leonard 1-0, 58' Etienne Verveer 1-1 |
| 21 augustus 2001 | FC Omniworld – Stormvogels Telstar | 2 – 1 (0 – 1) | 2' Sjaak Lettinga 0-1, 55' Marco van der Kramp 1-1, 60' Richard Pel 2-1 |

### Groep 4
| Datum            | Wedstrijd                        | Uitslag       | Scoreverloop                                                                                                   |
| ---------------- | -------------------------------- | ------------- | --- |
| 4 augustus 2001  | Sparta Rotterdam – FC Kranenburg | 3 – 1 (0 – 0) | 49' Danny Koevermans 1-0, 57' Nourdin Boukhari (pen) 2-0, 60' Ricky van den Bergh 2-1, 90' Michel Langerak 3-1 |
| 9 augustus 2001  | FC Kranenburg – ADO Den Haag     | 1 – 2 (0 – 0) | 66' Michael van der Heijden 0-1, 71' Yashin Asrih 1-1, 78' Ferrie Bodde 1-2                                    |
| 12 augustus 2001 | Scheveningen – Sparta Rotterdam  | 0 – 4 (0 – 1) | 33' Nourdin Boukhari (pen) 0-1, 49' Michel Langerak 0-2, 61' Nourdin Boukhari 0-3, 73' Michel Langerak 0-4     |
| 15 augustus 2001 | Sparta Rotterdam – ADO Den Haag  | 0 – 1 (0 – 1) | 43' Romeo Castelen 0-1                                                                                         |
| 17 augustus 2001 | FC Kranenburg – Scheveningen     | 0 – 1 (0 – 0) | 77' Jeffrey Rutten 0-1                                                                                         |
| 21 augustus 2001 | ADO Den Haag – Scheveningen      | 2 – 0 (1 – 0) | 18' Mario van Heiningen 1-0, 81' Peter Maseland 2-0                                                            |

### Groep 5
| Datum            | Wedstrijd             | Uitslag       | Scoreverloop |
| ---------------- | --------------------- | ------------- | --- |
| 11 augustus 2001 | Katwijk – Argon       | 2 – 1 (2 – 0) | 20' Chris de Bie 1-0, 32' Barry Dubbeldeman 2-0, 63' Enrique Zschuschen 2-1                                     |
| 11 augustus 2001 | Ter Leede – Excelsior | 1 – 3 (1 – 1) | 25' Thomas Buffel 0-1, 31' Patrick Kalkema 1-1, 78' Michel Breuer 1-2, 89' Sam de Meester 1-3                   |
| 14 augustus 2001 | Katwijk – Excelsior   | 0 – 4 (0 – 4) | 2' Youssef El Akchaoui 0-1, 8' Thomas Buffel 0-2, 11' Thomas Buffel 0-3, 38' Sam de Meester 0-4                 |
| 14 augustus 2001 | Ter Leede – Argon     | 2 – 3 (0 – 1) | 6' Ronald Dekker 0-1, 56' Lex Oosterling 0-2, 71' Alan Campfens 1-2, 77' Ronald Dekker 1-3, 87' Robin Koers 2-3 |
| 22 augustus 2001 | Argon – Excelsior     | 1 – 0 (0 – 0) | 69' Enrique Zschuschen 1-0                                                                                      |
| 22 augustus 2001 | Ter Leede – Katwijk   | 2 – 0 (0 – 0) | 53' Alan Campfens 1-0, 90' Alan Campfens 2-0                                                                    |

### Groep 6
| Datum            | Wedstrijd                  | Uitslag       | Scoreverloop |
| ---------------- | -------------------------- | ------------- | --- |
| 7 augustus 2001  | RBC Roosendaal – Hoek      | 4 – 0 (0 – 0) | 60' Geert den Ouden 1-0, 63' Jeffrey Kooistra 2-0, 78' Juan Viedma Schenkhuizen 3-0, 90' Geert den Ouden 4-0 |
| 11 augustus 2001 | Hoek – Kloetinge           | 5 – 4 (3 – 3) | 4' Barry van der Hooft 1-0, 8' Musa Kanu 2-0, 11' Leon van den Ouden 2-1, 13' Arno Melaard 2-2, 27' Musa Kanu 3-2, 35' John Benschap Knook 3-3, 65' Leon van den Ouden 3-4, 65' Bart Poppe 4-4, 85' Barry van der Hooft 5-4 |
| 11 augustus 2001 | Terneuzen – RBC Roosendaal | 0 – 2 (0 – 0) | 81' Jeroen van Wetten 0-1, 85' Jeroen van Wetten 0-2 |
| 14 augustus 2001 | Kloetinge – Terneuzen      | 2 – 0 (0 – 0) | 74' Jordy Bakker 1-0, 90' Ronnie Hillebrand 2-0 |
| 21 augustus 2001 | Kloetinge – RBC Roosendaal | 1 – 3 (0 – 1) | 44' Jeroen van Wetten 0-1, 57' Björn Daelemans 0-2, 77' Marcel Lourens 1-2, 82' Jeffrey Kooistra (pen) 1-3 |
| 22 augustus 2001 | Terneuzen – Hoek           | 3 – 2 (1 – 0) | 25' Geert de Poorter (pen) 1-0, 48' Barry van der Hooft 1-1, 52' Dominique Verlinde 2-1, 77' Dominique Verlinde 3-1, 86' Rieno van Oost 3-2                                                                                 |

### Groep 7
| Datum            | Wedstrijd            | Uitslag       | Scoreverloop |
| ---------------- | -------------------- | ------------- | --- |
| 11 augustus 2001 | Delta Sport – NAC    | 2 – 4 (1 – 1) | 8' Csaba Fehér 0-1, 26' Bekri Bajraktaray 1-1, 48' Tamás Pető 1-2, 59' Bekri Bajraktaray 2-2, 78' Regillio Simons 2-3, 84' Kevin Bobson 2-4                                     |
| 14 augustus 2001 | SVVSMC – NAC         | 1 – 6 (0 – 5) | 5' Kevin Bobson 0-1, 6' Glen Salmon 0-2, 25' Glen Salmon 0-3, 34' Glen Salmon 0-4, 43' Glen Salmon 0-5, 68' Orlando Engelaar 0-6, 77' Peter van der Veen 1-6                    |
| 21 augustus 2001 | SVVSMC – Delta Sport | 2 – 5 (0 – 1) | 39' Bekri Bajraktaray 0-1, 70' Jimmy Simons 0-2, 80' Demis Xanthopoulos 1-2, 83' Jimmy Simons 1-3, 85' Peter van der Veen 2-3, 86' Jimmy Simons 2-4, 89' Marcel van Helmond 2-5 |

### Groep 8
| Datum            | Wedstrijd                 | Uitslag       | Scoreverloop |
| ---------------- | ------------------------- | ------------- | --- |
| 7 augustus 2001  | Baronie – DOVO            | 1 – 2 (0 – 0) | 70' Richard Beekink 0-1, 75' Richard Beekink 0-2, 79' Barry Bierstekers (pen) 1-2 |
| 7 augustus 2001  | Zwart Wit '28 – Willem II | 0 – 2 (0 – 0) | 75' Wout van Steenveldt 0-1, 83' Mariano Bombarda 0-2 |
| 11 augustus 2001 | Willem II – Baronie       | 4 – 1 (3 – 1) | 26' Denny Landzaat 1-0, 36' Hendrik van Beelen 2-0, 41' Denny Landzaat 3-0, 45' Rudy Aerts 3-1, 66' Tarik Sektioui 4-1                                                                          |
| 11 augustus 2001 | Zwart Wit '28 – DOVO      | 4 – 4 (3 – 4) | 2' Rudy van Doorn 0-1, 4' Michel Visser 1-1, 14' Patrick van Zundert 1-2, 19' Christian Boom 1-3, 29' Richard Beekink 1-4, 45' Ferry Schaafsma 2-4, 45' Peter de Graaf 3-4, 86' Leon Meijer 4-4 |
| 14 augustus 2001 | DOVO – Willem II          | 0 – 3 (0 – 1) | 38' Tarik Sektioui 0-1, 68' Youssef Mariana 0-2, 88' Danny Mathijssen 0-3 |
| 14 augustus 2001 | Zwart Wit '28 – Baronie   | 2 – 4 (2 – 0) | 19' Leon Meijer 1-0, 36' Ferry Schaafsma 2-0, 51' Erik van de Lindeloof 2-1, 66' Rudy Aerts 2-2, 72' Rudy Aerts 2-3, 89' Kevin de Vet 2-4                                                       |

### Groep 9
| Datum            | Wedstrijd                          | Uitslag       | Scoreverloop |
| ---------------- | ---------------------------------- | ------------- | --- |
| 8 augustus 2001  | Eindhoven – Schijndel/Datelnet     | 4 – 0 (1 – 0) | 12' Sander van Huijksloot 1-0, 58' Yunus Altunel 2-0, 70' Bouarfa Yahiaoui 3-0, 75' Jerry Taihuttu 4-0 |
| 11 augustus 2001 | JVC Cuijk – Dordrecht '90          | 3 – 5 (1 – 3) | 4' Marco Boogers 0-1, 6' Remco Snoep 1-1, 16' Marco Boogers (pen) 1-2, 21' Rachid El Khalifi 1-3, 55' Dinand van Haaren (pen) 2-3, 69' Mark de Vries 2-4, 79' Michel van Zundert 2-5, 86' Dinand van Haaren 3-5             |
| 14 augustus 2001 | JVC Cuijk – Eindhoven              | 0 – 2 (0 – 0) | 63' Bouarfa Yahiaoui (p) 0-1, 70' Bouarfa Yahiaoui 0-2 |
| 14 augustus 2001 | Schijndel/Datelnet – Dordrecht '90 | 0 – 3 (0 – 1) | 10' Jermaine Sandvliet 0-1, 59' Marco Boogers 0-2, 89' Marco Boogers 0-3 |
| 21 augustus 2001 | Schijndel/Datelnet – JVC Cuijk     | 0 – 0         | |
| 22 augustus 2001 | Dordrecht '90 – Eindhoven          | 5 – 4 (3 – 0) | 19' Mark de Vries 1-0, 33' Mark de Vries 2-0, 37' Dennis van der Pennen 3-0, 48' Bouarfa Yahiaoui 3-1, 52' Tim Nelemans 3-2, 53' Zyad Jusić 3-3, 56' Mark de Vries 4-3, 63' Frank Jongbloets 4-4, 86' Rachid El Khalifi 5-4 |

### Groep 10
| Datum            | Wedstrijd                 | Uitslag       | Scoreverloop |
| ---------------- | ------------------------- | ------------- | --- |
| 7 augustus 2001  | Helmond Sport – Jong PSV  | 1 – 2 (0 – 2) | 3' Edson Rolando Silva Souza 0-1, 30' Klaas-Jan Huntelaar 0-2, 70' Jurgen Streppel 1-2 |
| 10 augustus 2001 | Panningen – Jong PSV      | 0 – 4 (0 – 0) | 57' Robert Fuchs 0-1, 67' Okan Ayaz 0-2, 69' Marco Aurélio Pereira Alves (pen) 0-3, 84' Dennis Mortensen 0-4                                                                                       |
| 11 augustus 2001 | Gemert – Helmond Sport    | 2 – 2 (2 – 2) | 7' Raoul Henar 0-1, 31' Roland van der Linden 1-1, 44' Ties Konings 1-2, 45' Luc Verkuijlen 2-2 |
| 14 augustus 2001 | Panningen – Helmond Sport | 1 – 5 (1 – 1) | 12' Olaf van Schijndel 1-0, 19' Ronald Dassen 1-1, 63' Ties Konings 1-2, 73' Juul Ellerman 1-3, 80' Patrick Hobbelen 1-4, 82' Erik van Dijk 1-5                                                    |
| 16 augustus 2001 | Gemert – Jong PSV         | 1 – 4 (0 – 3) | 16' Dennis Mortensen 0-1, 21' Klaas-Jan Huntelaar 0-2, 34' Robert Fuchs 0-3, 71' Dennis Mortensen 0-4, 84' Dirk van Lieshout 1-4                                                                   |
| 21 augustus 2001 | Panningen – Gemert        | 1 – 7 (0 – 3) | 26' Dirk van Lieshout 0-1, 38' Jacco Hoffmans 0-2, 45' Jacco Hoffmans 0-3, 55' Jacco Hoffmans 0-4, 63' Wilbert Gommans 1-4, 68' Anthony Geurts 1-5, 85' Anthony Geurts 1-6, 90' Anthony Geurts 1-7 |

### Groep 11
| Datum            | Wedstrijd                   | Uitslag       | Scoreverloop |
| ---------------- | --------------------------- | ------------- | --- |
| 7 augustus 2001  | EHC/Norad – MVV             | 0 – 4 (0 – 0) | 48' John Mutsaers 0-1, 59' John Mutsaers 0-2, 66' Sam Ysebaert 0-3, 81' Jack Vaessen 0-4 |
| 10 augustus 2001 | MVV – IVS                   | 3 – 3 (1 – 2) | 14' Stefan Saelmans 0-1, 19' Wasiu Taiwo 1-1, 20' Martijn Hofman 1-2, 48' Antoine Merlino 1-3, 49' Wasiu Taiwo 2-3, 57' Wasiu Taiwo 3-3                                                                                        |
| 13 augustus 2001 | Fortuna Sittard – MVV       | 3 – 1 (2 – 1) | 27' Ronald Hamming 1-0, 29' John Mutsaers 1-1, 31' Pascal Averdijk 2-1, 59' Dennis Gerritsen (pen) 3-1 |
| 15 augustus 2001 | EHC/Norad – Fortuna Sittard | 0 – 9 (0 – 4) | 14' Dennis Gerritsen 0-1, 17' Ronald Hamming 0-2, 24' Ronald Hamming 0-3, 30' Ronald Hamming 0-4, 47' René van Dieren 0-5, 53' Pascal Averdijk 0-6, 79' Pascal Averdijk 0-7, 82' Edwin Hermans 0-8, 85' Joos van Barneveld 0-9 |
| 17 augustus 2001 | IVS – Fortuna Sittard       | 1 – 0 (1 – 0) | 44' Pedro Lisai 1-0 |
| 22 augustus 2001 | IVS – EHC/Norad             | 2 – 0 (1 – 0) | 24' Patrick Eerens 1-0, 80' Tom Coenen 2-0 |

### Groep 12
| Datum            | Wedstrijd                        | Uitslag       | Scoreverloop                                                                                               |
| ---------------- | -------------------------------- | ------------- | --- |
| 7 augustus 2001  | Capelle – ASWH                   | 3 – 0 (1 – 0) | 20' Wim Bubberman 1-0, 60' Marphe Redjosetiko 2-0, 75' Wim Bubberman 3-0                                   |
| 7 augustus 2001  | UDI '19/Beter Bed – FC Den Bosch | 2 – 2 (1 – 1) | 4' Jorus van Lanen 1-0, 43' Billy Maximiano 1-1, 60' Billy Maximiano 1-2, 90' Hans Seijkens 2-2            |
| 11 augustus 2001 | ASWH – FC Den Bosch              | 0 – 4 (0 – 2) | 7' Billy Maximiano 0-1, 25' Koen van de Laak 0-2, 56' Bart Van Den Eede (pen) 0-3, 58' Mourad Mghizrat 0-4 |
| 11 augustus 2001 | UDI '19/Beter Bed – Capelle      | 0 – 0         | |
| 15 augustus 2001 | ASWH – Udi '19/Beter Bed         | 1 – 0 (0 – 0) | 63' John Verbaan 1-0                                                                                       |
| 15 augustus 2001 | FC Den Bosch – Capelle           | 1 – 0 (0 – 0) | 70' Fabian de Freitas 1-0                                                                                  |

### Groep 13
| Datum            | Wedstrijd          | Uitslag       | Scoreverloop |
| ---------------- | ------------------ | ------------- | --- |
| 11 augustus 2001 | Bennekom – SV TOP  | 5 – 0 (4 – 0) | 18' Mark Hendriks 1-0, 20' Angelo van Zwam 2-0, 24' Mark Hendriks 3-0, 29' Mark Heimgartner 4-0, 47' Michael Brussen (pen) 5-0 |
| 11 augustus 2001 | TOP Oss – VVV      | 2 – 1 (0 – 0) | 70' Ron Heesakkers 1-0, 77' Danny Guijt 2-0, 87' Maurice Graef 2-1                                                             |
| 14 augustus 2001 | SV TOP – TOP Oss   | 2 – 1 (0 – 1) | 20' Edwin de Wijs 0-1, 67' Youssef Laaroussi 1-1, 79' Youssef Laaroussi 2-1                                                    |
| 14 augustus 2001 | VVV – Bennekom     | 3 – 2 (2 – 0) | 11' Maurice Graef 1-0, 16' Bernard Hofstede 2-0, 52' Ivo den Bieman 2-1, 61' Maurice Graef 3-1, 78' Ivo den Bieman 3-2         |
| 21 augustus 2001 | Bennekom – TOP Oss | 1 – 1 (0 – 1) | 41' Patrick Molendijk 0-1, 61' Dennis van Meegdenburg 1-1                                                                      |
| 21 augustus 2001 | SV TOP – VVV       | 1 – 1 (0 – 0) | 55' Ruud Kool 0-1, 77' Edwin van Brakel 1-1                                                                                    |

### Groep 14
| Datum            | Wedstrijd                      | Uitslag       | Scoreverloop |
| ---------------- | ------------------------------ | ------------- | --- |
| 7 augustus 2001  | Spakenburg – N.E.C.            | 0 – 0         | |
| 14 augustus 2001 | N.E.C. – De Treffers/Kegro     | 3 – 2 (2 – 2) | 14' Gorgi Hristov 1-0, 33' Koen Louwerse 1-1, 34' Gorgi Hristov 2-1, 44' Huub Loeffen 2-2, 65' Gorgi Hristov 3-2 |
| 22 augustus 2001 | De Treffers/Kegro – Spakenburg | 1 – 3 (0 – 2) | 28' Paul Lieftink 0-1, 33' Paul Lieftink 0-2, 76' Koen Louwerse 1-2, 80' Wim de Boer (e.d.) 1-3                  |

### Groep 15
| Datum            | Wedstrijd                | Uitslag       | Scoreverloop |
| ---------------- | ------------------------ | ------------- | --- |
| 7 augustus 2001  | RKHVV – Vitesse          | 0 – 4 (0 – 3) | 9' Jhon van Beukering 0-1, 25' Émile Mbamba 0-2, 27' Carlos Fortes 0-3, 61' Jhon van Beukering 0-4                                             |
| 8 augustus 2001  | VVOG – Sparta Nijkerk    | 1 – 2 (1 – 1) | 12' Michel van Dijkhuizen 0-1, 16' Edwin van Egteren 1-1, 73' Erik van Veldhuizen (pen) 1-2                                                    |
| 11 augustus 2001 | RKHVV – VVOG             | 2 – 0 (1 – 0) | 10' Richard Rozenboom 1-0, 71' Sieds Severein (e.d.) 2-0                                                                                       |
| 11 augustus 2001 | Sparta Nijkerk – Vitesse | 0 – 5 (0 – 3) | 14' Bob Peeters 0-1, 40' Bob Peeters 0-2, 45' Bob Peeters 0-3, 54' Bob Peeters 0-4, 66' Jhon van Beukering 0-5                                 |
| 14 augustus 2001 | Sparta Nijkerk – RKHVV   | 1 – 1 (0 – 0) | 58' Danny Bolung 0-1, 82' Arno van Diete 1-1                                                                                                   |
| 14 augustus 2001 | Vitesse – VVOG           | 6 – 0 (4 – 0) | 22' Matthew Amoah 1-0, 26' Émile Mbamba 2-0, 30' Dejan Stefanović 3-0, 41' Matthew Amoah 4-0, 51' Émile Mbamba 5-0, 80' Jhon van Beukering 6-0 |

### Groep 16
| Datum            | Wedstrijd                       | Uitslag       | Scoreverloop |
| ---------------- | ------------------------------- | ------------- | --- |
| 7 augustus 2001  | De Graafschap – Heracles Almelo | 4 – 0 (1 – 0) | 30' Dennis Schulp 1-0, 53' Peter van Vossen (pen) 2-0, 66' Dennis Schulp 3-0, 76' Peter van Vossen (pen) 4-0 |
| 10 augustus 2001 | De Graafschap – Be Quick '28    | 7 – 0 (3 – 0) | 4' Martijn Meerdink 1-0, 40' Martijn Meerdink 2-0, 42' Peter van Vossen 3-0, 50' Dennis Schulp 4-0, 65' Peter van Vossen 5-0, 72' Rody Turpijn 6-0, 83' Roeslan Valjejev 7-0                                     |
| 11 augustus 2001 | Heracles Almelo – HSC '21       | 1 – 0 (0 – 0) | 84' Gerard Kocks 1-0 |
| 14 augustus 2001 | Be Quick '28 – Heracles Almelo  | 1 – 7 (0 – 3) | 18' Roy Stroeve 0-1, 20' Berry Hoogeveen 0-2, 34' Rik Platvoet 0-3, 55' Edwin van Nijen 1-3, 72' Rik Platvoet 1-4, 74' Mark van Losser 1-5, 77' Roy Stroeve 1-6, 85' Roy Stroeve 1-7                             |
| 14 augustus 2001 | HSC '21 – De Graafschap         | 0 – 7 (0 – 2) | 7' Peter van Vossen 0-1, 20' Peter van Vossen (pen) 0-2, 50' Dennis Schulp 0-3, 61' Rody Turpijn 0-4, 62' Roeslan Valjejev 0-5, 85' Marino Promes 0-6, 89' Ilja van Leerdam 0-7                                  |
| 21 augustus 2001 | HSC '21 – Be Quick '28          | 2 – 7 (2 – 2) | 25' Dennis Sepp 1-0, 27' Jerry van Dijk 1-1, 28' Erwin Looms 2-1, 40' Jerry van Dijk 2-2, 56' Duncan van Moll 2-3, 60' Jerry van Dijk 2-4, 63' Hans Nijland 2-5, 67' Jerry van Dijk 2-6, 78' Marcel Kamphuis 2-7 |

### Groep 17
| Datum            | Wedstrijd                    | Uitslag       | Scoreverloop |
| ---------------- | ---------------------------- | ------------- | --- |
| 11 augustus 2001 | AGOVV – Go Ahead Eagles      | 3 – 1 (1 – 1) | 30' André van Tuinen 0-1, 31' Jos Dietrich 1-1, 73' Santinho Lopes Monteiro 2-1, 86' Rein Meekels 3-1 |
| 11 augustus 2001 | Quick '20 – Flevo Boys       | 2 – 1 (1 – 0) | 40' Roy Morsink 1-0, 58' Jeroen van den Berg 1-1, 68' Joris Tulp 2-1 |
| 14 augustus 2001 | Flevo Boys – AGOVV           | 0 – 3 (0 – 1) | 39' John Stegeman 0-1, 70' Senol Kok 0-2, 77' Santinho Lopes Monteiro 0-3 |
| 14 augustus 2001 | Go Ahead Eagles – Quick '20  | 8 – 0 (2 – 0) | 60' Hans van Arum 1-0, 41' Peter van Putten 2-0, 55' Uğur Yıldırım 3-0, 63' Hans van Arum 4-0, 70' Niki Leferink (pen) 5-0, 76' Niki Leferink 6-0, 82' Peter van Putten 7-0, 84' Dick Kooijman 8-0                                                     |
| 21 augustus 2001 | Flevo Boys – Go Ahead Eagles | 1 – 9 (1 – 5) | 10' Niki Leferink (pen) 0-1, 11' Niki Leferink 0-2, 16' Erik Redeker 0-3, 24' Jeroen van den Berg (pen) 1-3, 37' Dick Kooijman 1-4, 45' Dick Schreuder 1-5, 66' Niki Leferink 1-6, 77' Dick Kooijman 1-7, 78' Niki Leferink 1-8, 88' Marco Holster 1-9 |
| 22 augustus 2001 | AGOVV – Quick '20            | 1 – 0 (1 – 0) | 43' Rein Meekels 1-0 |

### Groep 18
| Datum            | Wedstrijd                | Uitslag       | Scoreverloop |
| ---------------- | ------------------------ | ------------- | --- |
| 7 augustus 2001  | FC Zwolle – Emmen        | 1 – 3 (0 – 0) | 50' Jeffrey de Visscher 0-1, 55' Michel van Oostrum 0-2, 66' Richard Roelofsen 1-2, 90' Pascal de Vries 1-3                                        |
| 11 augustus 2001 | Emmen – Urk              | 6 – 0 (3 – 0) | 17' Paul Weerman 1-0, 18' Dennis Iliohan 2-0, 41' Paul Weerman 3-0, 48' Bram Brouwer (e.d.) 4-0, 60' Michel van Oostrum 5-0, 76' Yurtcan Kayis 6-0 |
| 14 augustus 2001 | Achilles '94 – Emmen     | 1 – 1 (0 – 1) | 22' Paul Weerman 0-1, 51' Herman Scherpen 1-1 |
| 17 augustus 2001 | Urk – Achilles '94       | 1 – 2 (0 – 0) | 49' Herman Scherpen 0-1, 65' Klaas Wakker 1-1, 74' Mark Mulder (pen) 1-2                                                                           |
| 20 augustus 2001 | Urk – FC Zwolle          | 0 – 1 (0 – 1) | 17' John den Dunnen 0-1 |
| 22 augustus 2001 | FC Zwolle – Achilles '94 | 4 – 0 (1 – 0) | 24' Richard Roelofsen 1-0, 70' John den Dunnen 2-0, 75' John den Dunnen 3-0, 85' Dominggus Lim-Duan 4-0                                            |

### Groep 19
| Datum            | Wedstrijd                           | Uitslag       | Scoreverloop |
| ---------------- | ----------------------------------- | ------------- | --- |
| 10 augustus 2001 | Harkemase Boys – Cambuur Leeuwarden | 0 – 4 (0 – 3) | 12' Johan Abma 0-1, 39' Davy Veltman 0-2, 44' Jan Bruin 0-3, 51' Ferdino Hernandez 0-4                                                                  |
| 11 augustus 2001 | ACV – Appingedam                    | 3 – 3 (1 – 1) | 26' Erwin Buurmeijer 0-1, 45' Jeroen Nieuwenhuis 1-1, 54' Tony Siekman 1-2, 58' Jarno Rötgers (pen) 2-2, 72' Erwin Buurmeijer 2-3, 81' Martin Bloem 3-3 |
| 14 augustus 2001 | Appingedam – Harkemase Boys         | 0 – 1 (0 – 0) | 64' Gerrit Henstra 0-1 |
| 14 augustus 2001 | Cambuur Leeuwarden – ACV            | 5 – 0 (2 – 0) | 3' Jan Bruin 1-0, 11' Dirk Jan Derksen 2-0, 52' Jan Bruin 3-0, 55' Jan Bruin 4-0, 61' Dirk Jan Derksen 5-0                                              |
| 22 augustus 2001 | Appingedam – Cambuur Leeuwarden     | 1 – 4 (0 – 1) | 22' Johan Abma 0-1, 47' Jan Bruin 0-2, 62' Jan Bruin 0-3, 64' Sandor van der Heide (e.d.) 1-3, 78' Dirk Jan Derksen 1-4                                 |
| 22 augustus 2001 | Harkemase Boys – ACV                | 1 – 5 (0 – 3) | 31' Paul Raveneau 0-1, 33' Jarno Rötgers 0-2, 34' Martin Bloem 0-3, 55' Gerry van den Bosch 1-3, 75' Martin Bloem 1-4, 89' Robert van den Berg 1-5      |

### Groep 20
| Datum            | Wedstrijd                       | Uitslag       | Scoreverloop |
| ---------------- | ------------------------------- | ------------- | --- |
| 7 augustus 2001  | Drachtster Boys – FC Groningen  | 0 – 4 (0 – 1) | 11' Sander van Gessel 0-1, 69' Hugo Alves Velame 0-2, 78' Arjen Robben 0-3, 90' Martin Drent 0-4                                             |
| 7 augustus 2001  | BV Veendam – Be Quick 1887      | 0 – 0         | |
| 10 augustus 2001 | FC Groningen – BV Veendam       | 2 – 0 (1 – 0) | 20' Ali Boussaboun 1-0, 60' Arjen Robben 2-0                                                                                                 |
| 11 augustus 2001 | Be Quick 1887 – Drachtster Boys | 3 – 1 (0 – 1) | 25' Hung Pham 0-1, 62' Casper Goedkoop 1-1, 85' Richard Gooyert 2-1, 89' Wigbolt van Veen 3-1                                                |
| 14 augustus 2001 | Be Quick 1887 – FC Groningen    | 0 – 5 (0 – 0) | 73' Dejan Čurović 0-1, 80' Dejan Čurović 0-2, 82' Hans Visser 0-3, 86' Hans Visser 0-4, 89' Dejan Čurović 0-5                                |
| 14 augustus 2001 | Drachtster Boys – BV Veendam    | 1 – 5 (0 – 3) | 8' Arjan Blaauw 0-1, 39' Arjan Blaauw 0-2, 42' Tony Alberda 0-3, 75' Klaas Johan Knevelman 1-3, 78' Marnix Kolder 1-4, 79' Marnix Kolder 1-5 |

## Knock-outfase

### 2e ronde
sc Heerenveen en RKC Waalwijk stroomden vanaf deze ronde in het toernooi.
| Datum             | Wedstrijd                            | Uitslag                      | Scoreverloop |
| ----------------- | ------------------------------------ | ---------------------------- | --- |
| 18 september 2001 | Dordrecht '90 – Capelle              | 3 – 2 n.s.d. (2 – 2) (1 – 1) | 26' Rachid El Khalifi 1-0, 33' Arne van Gelder 1-1, 70' Henk Roeland 1-2, 89' Jermaine Sandvliet 2-2, 92' Marco Boogers 3-2   |
| 18 september 2001 | Fortuna Sittard – Vitesse            | 2 – 1 n.s.d. (1 – 1) (0 – 1) | 12' Theo Janssen 0-1, 88' Marco Heering 1-1, 118' Pascal Averdijk 2-1                                                         |
| 18 september 2001 | RBC Roosendaal – DOVO                | 3 – 0 (1 – 0)                | 40' Remco Heerkens 1-0, 52' Björn Daelemans 2-0, 64' Jeffrey Kooistra 3-0                                                     |
| 18 september 2001 | VVV – ADO Den Haag                   | 2 – 0 (1 – 0)                | 18' Remco Evers 1-0, 90' Oswald Snip 2-0                                                                                      |
| 19 september 2001 | ACV – IVS                            | 1 – 0 (0 – 0)                | 64' Ruud Jalving 1-0 |
| 19 september 2001 | Emmen – RKHVV                        | 1 – 0 (1 – 0)                | 17' Paul Weerman 1-0 |
| 19 september 2001 | Go Ahead Eagles – AZ                 | 1 – 2 (0 – 1)                | 44' Dries Boussatta 0-1, 56' Jan Kromkamp 0-2, 73' Jordy Zuidam 1-2                                                           |
| 19 september 2001 | sc Heerenveen – Willem II            | 0 – 0 n.v.                   | sc Heerenveen wint na strafschoppen                                                                                           |
| 19 september 2001 | Heracles Almelo – Cambuur Leeuwarden | 1 – 2 (0 – 1)                | 24' Dirk Jan Derksen 0-1, 62' Dirk Jan Derksen 0-2, 74' Berry Hoogeveen 1-2                                                   |
| 19 september 2001 | Jong Ajax – Haarlem                  | 4 – 0 (0 – 0)                | 59' Stefano Seedorf 1-0, 72' Kiran Bechan 2-0, 75' Andy van der Meijde 3-0, 78' Kwame Quansah 4-0                             |
| 19 september 2001 | Kloetinge – FC Groningen             | 1 – 4 (1 – 3)                | 10' Gábor Torma 0-1, 34' Joost Broerse 0-2, 39' Paul Janssen 0-3, 45' Erik de Groene 1-3, 57' Gábor Torma 1-4                 |
| 19 september 2001 | NAC – Huizen                         | 3 – 0 (1 – 0)                | 30' Alfred Schreuder 1-0, 48' Cristiano Dos Santos Rodrigues 2-0, 84' Glen Salmon 3-0                                         |
| 19 september 2001 | RKC Waalwijk – Bennekom              | 5 – 0 (3 – 0)                | 8' Rick Hoogendorp 1-0, 15' Giovanni Franken 2-0, 35' Yuri Cornelisse 3-0, 46' Giovanni Franken 4-0, 55' Giovanni Franken 5-0 |
| 19 september 2001 | Spakenburg – BV Veendam              | 1 – 2 (1 – 2)                | 10' Arjan Blaauw 0-1, 12' Marnix Kolder 0-2, 34' Richard Pietersen (pen) 1-2                                                  |
| 19 september 2001 | Stormvogels Telstar – Argon          | 4 – 1 (1 – 0)                | 31' Orlando Smeekes 1-0, 71' Laurens ten Heuvel 2-0, 79' Sander Oostrom 3-0, 82' Danny Schenkel 4-0, 89' Ronald Dekker 4-1    |
| 20 september 2001 | Eindhoven – Jong PSV                 | 1 – 0 (0 – 0)                | 66' Jerry Taihuttu 1-0 |
| 20 september 2001 | FC Zwolle – AGOVV                    | 3 – 1 (2 – 0)                | 24' Arjan Bosschaart 1-0, 33' Arne Slot 2-0, 76' Santinho Lopes Monteiro 2-1, 90' Bert Zuurman 3-1                            |
| 25 september 2001 | FC Den Bosch – FC Omniworld          | 2 – 0 (1 – 0)                | 34' Mourad Mghizrat 1-0, 67' Mourad Mghizrat 2-0                                                                              |
| 26 september 2001 | Gemert – Excelsior                   | 0 – 3 (0 – 0)                | 62' John Feskens 0-1, 72' Chima Onyeike 0-2, 83' Raphael Supusepa 0-3                                                         |
| 3 oktober 2001    | De Graafschap – Sparta Rotterdam     | 2 – 1 n.s.d. (1 – 1) (1 – 0) | 17' Martijn Meerdink 1-0, 30' Bram Marbus 1-1, 102' Dennis Schulp 2-1                                                         |

### 3e ronde
| Datum           | Wedstrijd                            | Uitslag       | Scoreverloop |
| --------------- | ------------------------------------ | ------------- | --- |
| 23 oktober 2001 | Jong Ajax – De Graafschap            | 2 – 0 (1 – 0) | 37' Walker Américo Frônio (pen) 1-0, 90' Nando Rafael 2-0 |
| 23 oktober 2001 | RKC Waalwijk – Emmen                 | 1 – 0 (0 – 0) | 55' Rick Hoogendorp (pen) 1-0 |
| 24 oktober 2001 | FC Groningen – ACV                   | 7 – 1 (3 – 0) | 15' Hugo Alves Velame 1-0, 38' Paul Janssen 2-0, 40' Ignacio Tuhuteru (pen) 3-0, 54' Ali Boussaboun 4-0, 58' Arjen Robben 5-0, 73' Mile Krstev 6-0, 76' Martin Drent 7-0, 88' Bas-Jan Bruning 7-1                         |
| 25 oktober 2001 | FC Den Bosch – VVV                   | 4 – 3 (1 – 0) | 41' Jan Michels 1-0, 58' Fred van der Hoorn 2-0, 73' Koen van de Laak 3-0, 76' Remco Evers 3-1, 77' Oswald Snip 3-2, 83' Billy Maximiano 4-2, 87' Maurice Graef 4-3                                                       |
| 25 oktober 2001 | NAC – Excelsior                      | 0 – 1 n.s.d.  | 100' Cecilio Lopes 0-1 |
| 29 oktober 2001 | Stormvogels Telstar – Dordrecht '90  | 3 – 0 (0 – 0) | 55' Orlando Smeekes 1-0, 77' Orlando Smeekes 2-0, 83' Laurens ten Heuvel 3-0 |
| 6 november 2001 | Fortuna Sittard – Cambuur Leeuwarden | 2 – 1 (1 – 0) | 11' Maickel Ferrier (e.d.) 1-0, 52' Dennis Gerritsen (pen) 2-0, 69' Sandor van der Heide 2-1 |
| 6 november 2001 | RBC Roosendaal – AZ                  | 3 – 2 (1 – 0) | 45' Geert den Ouden 1-0, 56' Edwin de Graaf 2-0, 60' Ali El Khattabi 2-1, 81' Michael Buskermolen 2-2, 86' Sander Keller 3-2                                                                                              |
| 6 november 2001 | BV Veendam – sc Heerenveen           | 0 – 2 (0 – 0) | 79' Anthony Lurling 0-1, 85' Lionel Lord 0-2 |
| 6 november 2001 | FC Zwolle – Eindhoven                | 6 – 3 (4 – 2) | 6' Henk van Steeg 1-0, 21' Jerry Taihuttu 1-1, 27' Dragan Thijssens (e.d.) 2-1, 28' Jerry Taihuttu 2-2, 29' Henk van Steeg 3-2, 36' Bert Zuurman 4-2, 57' Robert Wijnands 5-2, 76' Súni Olsen 6-2, 86' Jerry Taihuttu 6-3 |

### 1/8 Finales
Ajax, Feyenoord, PSV, Roda JC, FC Twente en FC Utrecht stroomden vanaf deze ronde het toernooi in.
| Datum            | Wedstrijd                             | Uitslag                      | Scoreverloop |
| ---------------- | ------------------------------------- | ---------------------------- | --- |
| 11 december 2001 | Roda JC – sc Heerenveen               | 0 – 1 (0 – 1)                | 29' Mika Nurmela 0-1 |
| 11 december 2001 | Stormvogels Telstar – Fortuna Sittard | 1 – 0 (1 – 0)                | 14' Danny Schenkel 1-0 |
| 11 december 2001 | FC Utrecht – Excelsior                | 4 – 1 (0 – 1)                | 15' Brian Pinas 0-1, 47' Tom Van Mol 1-1, 69' Dirk Kuijt 2-1, 80' Stefaan Tanghe 3-1, 90' Stefaan Tanghe 4-1                                                                                                 |
| 12 december 2001 | Ajax – RBC Roosendaal                 | 4 – 3 n.s.d. (3 – 3) (1 – 1) | 14' Geert den Ouden 0-1, 22' Rafael van der Vaart 1-1, 54' John van Loenhout 1-2, 74' Damien Hertog 1-3, 76' André Bergdølmo (pen) 2-3, 80' Andy van der Meijde 3-3, 107' Wamberto de Jesus Sousa Campos 4-3 |
| 12 december 2001 | Feyenoord – FC Den Bosch              | 2 – 0 (0 – 0)                | 54' Ebi Smolarek 1-0, 64' Shinji Ono 2-0 |
| 12 december 2001 | FC Groningen- FC Zwolle               | 3 – 0 (2 – 0)                | 23' Martin Drent 1-0, 32' Joost Broerse 2-0, 62' Arjen Robben 3-0 |
| 12 december 2001 | Jong Ajax – FC Twente                 | 2 – 1 n.s.d. (1 – 1) (0 – 1) | 27' Simon Cziommer 0-1, 90' Jason Čulina 1-1, 93' Walker Américo Frônio (pen) 2-1 |
| 12 december 2001 | RKC Waalwijk – PSV                    | 1 – 2 n.s.d. (1 – 1) (0 – 0) | 59' Eric Addo 0-1, 90' Rick Hoogendorp 1-1, 102' Theo Lucius 1-2 |

### Kwartfinales
| Datum           | Wedstrijd                       | Uitslag                    | Scoreverloop |
| --------------- | ------------------------------- | -------------------------- | --- |
| 30 januari 2002 | PSV – Feyenoord                 | 1 – 1 n.v. (1 – 1) (0 – 1) | 5' Jon Dahl Tomasson 0-1, 58' Mateja Kežman 1-1 PSV wint na strafschoppen                                          |
| 30 januari 2002 | FC Utrecht – sc Heerenveen      | 3 – 1 (1 – 1)              | 41' Erik Edman 0-1, 45' Pascal Bosschaart 1-1, 67' Igor Gluščević 2-1, 90' Dirk Kuijt 3-1                          |
| 7 februari 2002 | Ajax – FC Groningen             | 4 – 0 (2 – 0)              | 18' Rafael van der Vaart 1-0, 42' Wamberto de Jesus Sousa Campos 2-0, 50' Nikos Machlas 3-0, 53' Nikos Machlas 4-0 |
| 7 februari 2002 | Jong Ajax – Stormvogels Telstar | 3 – 0 (0 – 0)              | 60' Jason Čulina 1-0, 66' Steven Pienaar 2-0, 69' Stefano Seedorf 3-0                                              |

### Halve finales
| Datum         | Wedstrijd              | Uitslag                    | Scoreverloop |
| ------------- | ---------------------- | -------------------------- | --- |
| 29 maart 2002 | Jong Ajax – FC Utrecht | 2 – 2 n.v. (2 – 2) (0 – 1) | 25' Dirk Kuijt 0-1, 62' Igor Gluščević 0-2, 66' Nando Rafael 1-2, 85' Nando Rafael 2-2 FC Utrecht wint na strafschoppen |
| 10 april 2002 | Ajax – PSV             | 3 – 0 (1 – 0)              | 45' André Bergdølmo 1-0, 82' Tomáš Galásek 2-0, 84' Andy van der Meijde 3-0                                             |

### Finale
|                               |                                             |                              |                                                                                      |                                                                      |
| 12 mei 2002 Finale KNVB Beker | FC Utrecht                                  | 2 – 3 (1 – 1) (0 – 1) (n.v.) | Ajax                                                                                 | De Kuip, Rotterdam Toeschouwers: 37.122 Scheidsrechter: René Temmink |
| 12 mei 2002 Finale KNVB Beker | Igor Gluščević 56' Igor Gluščević (pen) 76' |                              | 21' Achmed Hossam (Mido) 90+3' Wamberto de Jesus Sousa Campos 95' Zlatan Ibrahimović | De Kuip, Rotterdam Toeschouwers: 37.122 Scheidsrechter: René Temmink |

| Utrecht | Ajax |

| FC Utrecht:    |    |                    |            |
|                |    |                    |            |
| GK             | 1  | Harald Wapenaar    |            |
| RB             | 2  | Stijn Vreven       | Kreeg geel |
| CB             | 16 | Robert Roest       | 46'        |
| CB             | 4  | Patrick Zwaanswijk |            |
| LB             | 5  | Pascal Bosschaart  |            |
| CM             | 6  | Jean-Paul de Jong  | Kreeg geel |
| CM             | 10 | Stefaan Tanghe     |            |
| CM             | 8  | Tom Van Mol        |            |
| RW             | 19 | Arco Jochemsen     |            |
| CF             | 9  | Igor Gluščević     | 79'        |
| LW             | 11 | Dave van den Bergh | 46'        |
| Wisselspelers: |    |                    |            |
| FW             | 21 | Paulus Roiha       | 46'        |
| DF             | 24 | Karim Touzani      | 46'        |
| DF             | 17 | Alje Schut         | 79'        |
| Coach:         |    |                    |            |
| Frans Adelaar  |    |                    |            |

| Ajax:          |    |                                   |     |
|                |    |                                   |     |
| GK             | 1  | Fred Grim                         |     |
| RB             | 6  | Hatem Trabelsi                    |     |
| CB             | 3  | André Bergdølmo                   |     |
| CB             | 5  | Cristian Chivu                    |     |
| LB             | 13 | Maxwell Scherrer Cabelino Andrade |     |
| CM             | 8  | Jan van Halst                     | 73' |
| CM             | 4  | Tomáš Galásek                     |     |
| CM             | 18 | John O'Brien                      | 79' |
| RW             | 7  | Andy van der Meijde               |     |
| CF             | 19 | Nikos Machlas                     | 55' |
| LW             | 11 | Ahmed Hossam (Mido)               |     |
| Wisselspelers: |    |                                   |     |
| FW             | 17 | Wamberto de Jesus Sousa Campos    | 55' |
| MF             | 27 | Steven Pienaar                    | 73' |
| FW             | 9  | Zlatan Ibrahimović                | 79' |
| Coach:         |    |                                   |     |
| Ronald Koeman  |    |                                   |     |

| KNVB Beker 2001/02        |
| ------------------------- |
| AFC Ajax Vijftiende titel |